# 장앙투안 앵잘베르
장앙투안 앵잘베르(프랑스어: Jean-Antoine Injalbert1845년 2월 3일~1933년 1월 20일)는 베지에에서 태어난 프랑스의 조각가로 많은 훈장을 받았다.

## 생애
석공의 아들인 앵잘베르는 조각가 오귀스탱알렉상드르 뒤몽의 제자였으며, 1874년에 로마 대상을 수상했다. 1889년 만국박람회에서 그는 그랑프리를 수상하였고, 1900년 만국박람회에서는 심사위원을 맡았다. 파리의 미라보 다리 개통식 당일, 앵잘베르는 레지옹 도뇌르 훈장을 받았다. 1905년에 그는 프랑스 학술원의 회원이 되었고, 1910년에는 레지옹 도뇌르 훈장 코망되르로 승격했다.
그의 작품은 강렬한 상상력과 강한 개성, 그리고 뛰어난 지식을 보여준다. 1915년경부터 그는 아카데미 콜라로시의 교사로서, 에콜 데 보자르의 수석 강사로서 영향력을 키웠다.
그의 작품 대부분은 베지에에 있는 3개의 미술관 중 하나인 "호텔 파예"(Hôtel Fayet)와 그의 옛 가족의 집이자 여름 스튜디오인 "빌라 앙토닌"(Villa Antonine)에 소장되어 있다.

## 작업

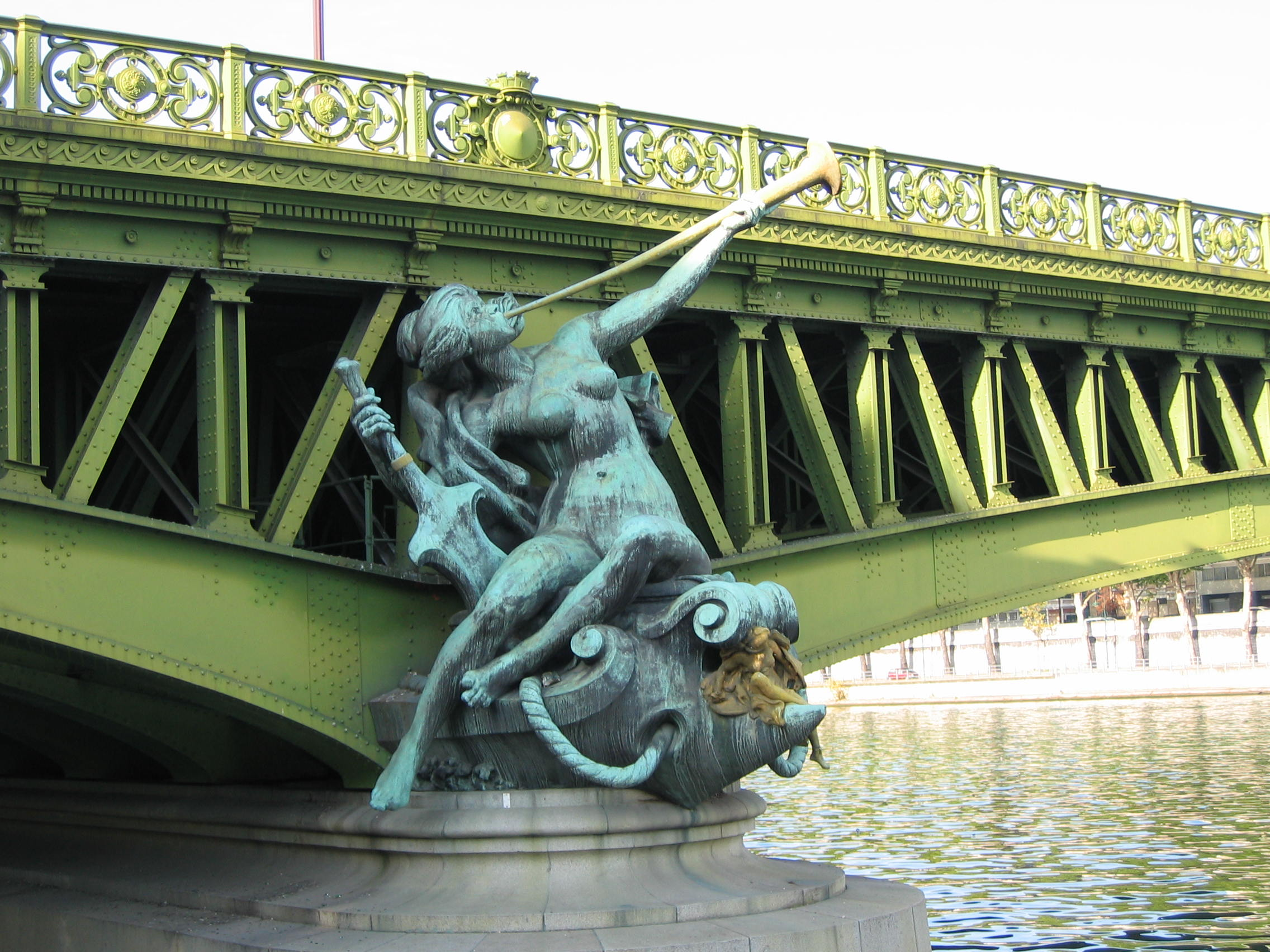
미라보 다리의 《풍요》 조각상

- 미라보 다리의 네 가지 우화적 인물, 파리: 《파리의 도시》, 《항해》, 《상업》 및 《풍요》, 1896년
- 페제나스의 몰리에르 기념비, 1897년
- 1898년 랭스 대성당의 십자가형
- 《보르도》와 《툴루즈》, Gare de Tours의 건축가 빅토르 랄루를 위한 우화적 조각상, 1898년
- 뮤즈들로 둘러싸인 파리 시를 묘사한 팀파넘, 프티 팔레 파리, 1900년경
- 루아르강과 셰르강의 우화적 인물, Hôtel de Ville, Tours, 1900년경
- 파리의 비르아켐 다리에 있는 《전기》 및 《상업》 조각상, 1905년
- 《죽은 자를 위한 기념비》, 베지에, 1925년
- 파리 뤽상부르 공원의 《히포메네스》
- 《이브 애프터 더 폴》, 몽펠리에
- 세트의 사디 카르노 기념비
- 베지에의 《사자를 정복하는 사랑》, 《명예》, 《웃는 아이》 등 여러 작품
- 팡테옹의 오노레 미라보 조각상
- 발랑스에 있는 루이 갈레의 흉상

## 작품

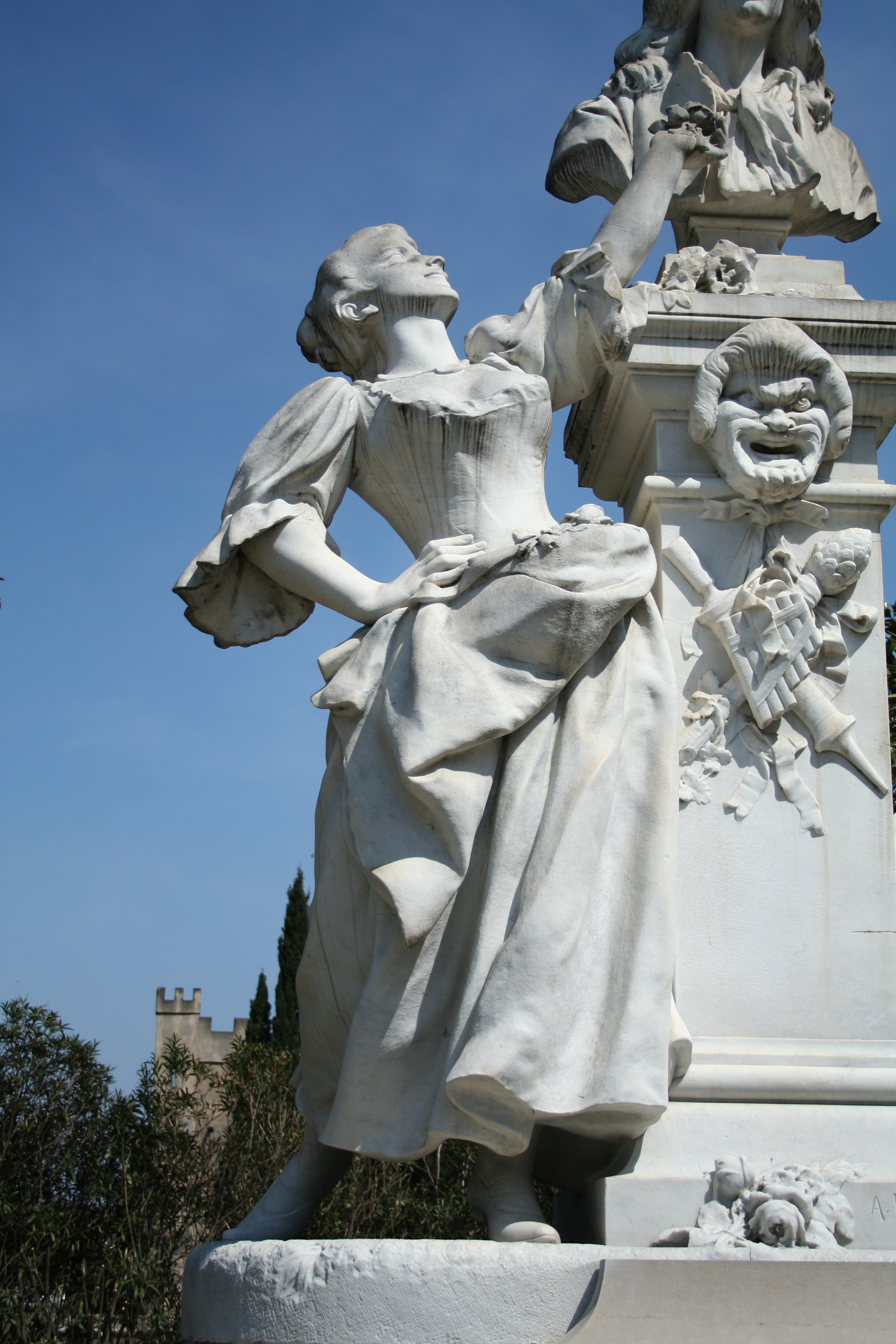
페제나스에 위치한 몰리에르 조각상
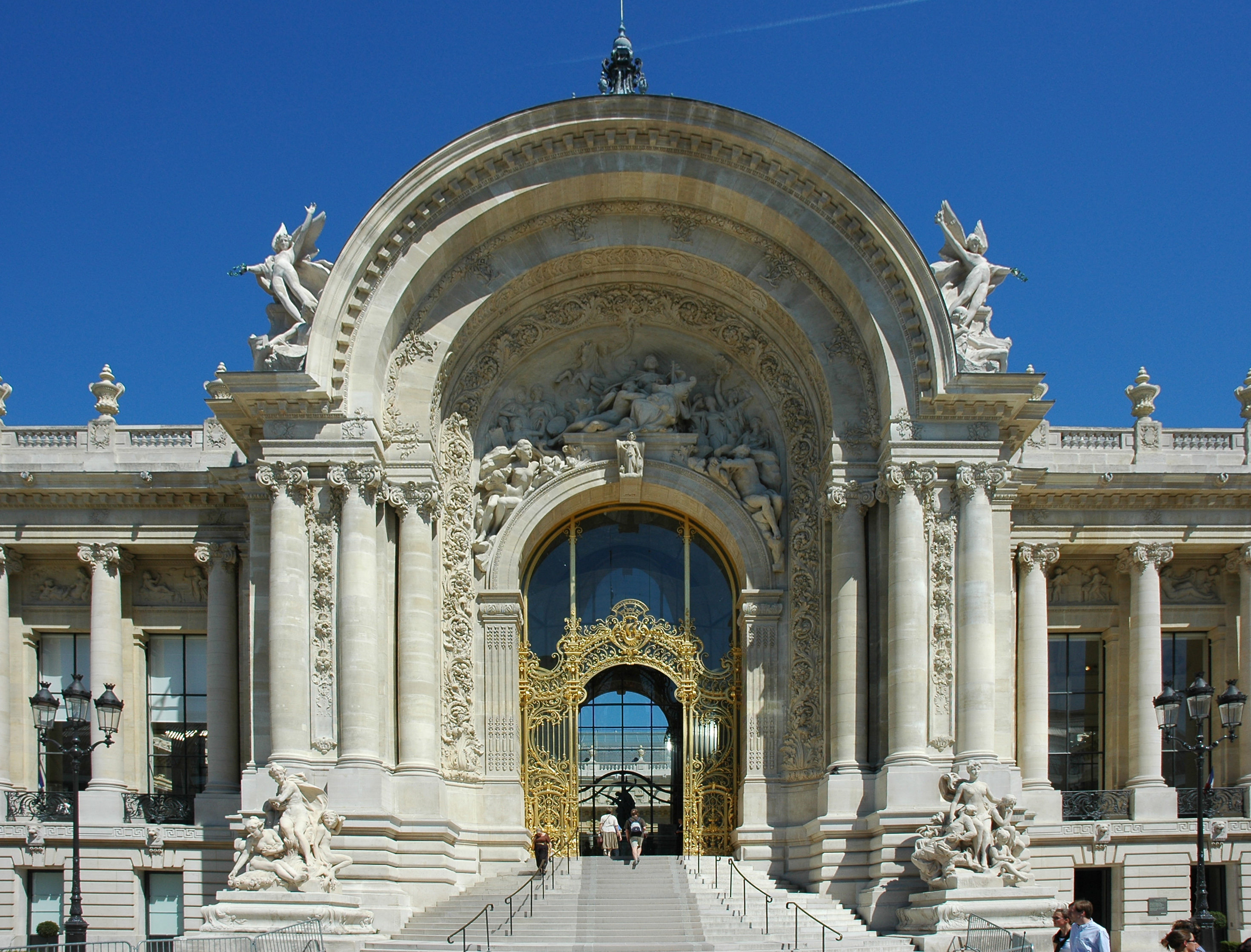
프티 팔레 입구
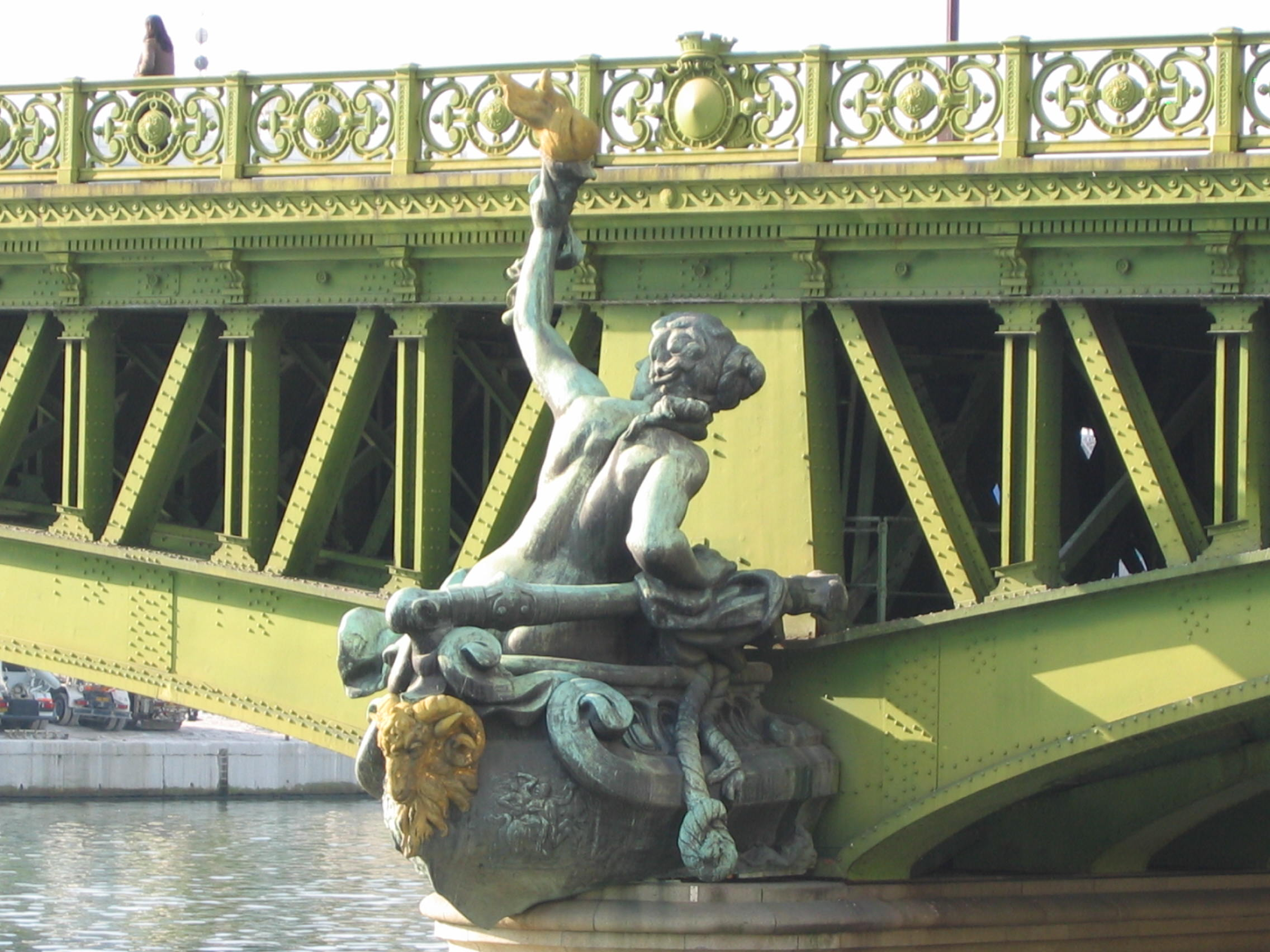
미라보 다리의 《항해》 조각상
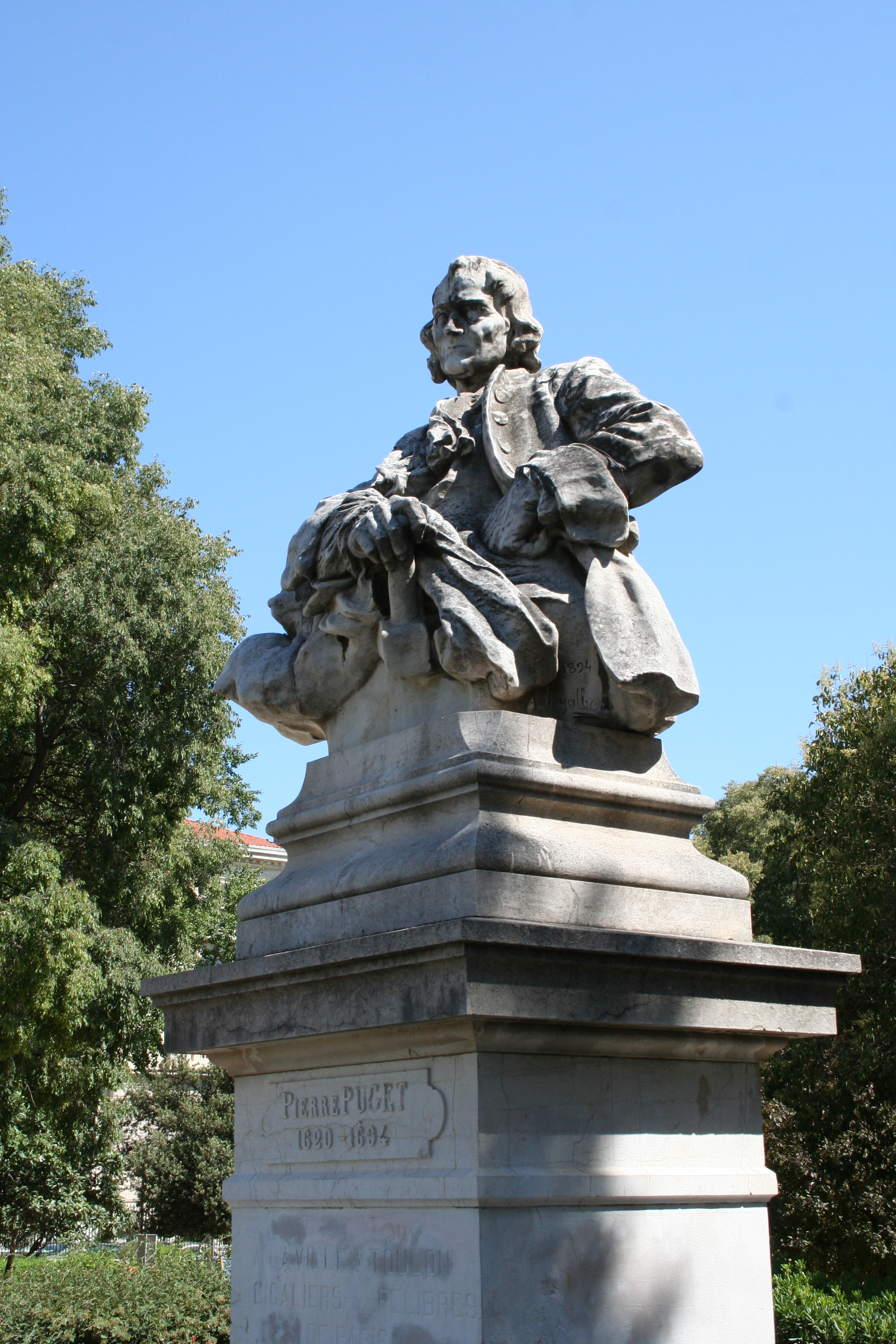
피에르 폴 퓌제 조각상